# Peter von Krockow
Peter von Krockow (* 2. Juni 1935 in Kaunas, Litauen; † 25. Januar 2018) war ein deutscher Fechter und Arzt. Er nahm an den Olympischen Sommerspielen 1960 in Rom teil und belegte zusammen mit Jürgen Theuerkauff, Wilfried Wöhler, Dieter Löhr und Walter Köstner einen geteilten fünften Platz mit der Herrensäbel-Mannschaft. Krockow focht beim Fecht-Club Hermannia Frankfurt und war auch nach den Olympischen Spielen in Rom noch Mitglied der Nationalmannschaft. Später praktizierte er bis ins hohe Alter als Hals-, Nasen- und Ohrenarzt in Kahl am Main.